# Campeonato Canadense Masculino de Curling
O Campeonato Canadense Masculino de Curling, atualmente denominado Tim Hortons Brier e popularmente conhecido apenas como Brier, é um evento anual realizado desde 1927 (tradicionalmente no mês de março) e organizado pela Associação Canadense de Curling que reúne as melhores equipes do país. A equipe campeã do torneio se classifica para a disputa do Campeonato Mundial.
Participam do Brier doze equipes, uma de cada província do Canadá (exceto Ontário, que envia duas equipes, denominadas "Ontário" e "Ontário do Norte") e uma representando os três Territórios do Canadá.

## Quadro de medalhas
| Província                      | Medalha de ouro | Medalha de prata | Medalha de bronze | Total |
| Manitoba                       | 26              | 13               | 13                | 52    |
| Alberta                        | 25              | 17               | 8                 | 50    |
| Ontário                        | 9               | 17               | 11                | 37    |
| Saskatchewan                   | 7               | 15               | 15                | 37    |
| Colúmbia Britânica             | 4               | 12               | 14                | 30    |
| Ontário do Norte               | 4               | 5                | 11                | 20    |
| Nova Escócia                   | 3               | 3                | 6                 | 12    |
| Quebec                         | 2               | 4                | 4                 | 10    |
| Terra Nova e Labrador          | 1               | 1                | 1                 | 3     |
| Nova Brunswick                 | 0               | 3                | 7                 | 10    |
| Yukon/ Territórios do Noroeste | 0               | 1                | 0                 | 1     |
| Toronto                        | 0               | 0                | 5                 | 5     |
| Ilha do Príncipe Eduardo       | 0               | 0                | 2                 | 2     |